# Pegomya hyoscyami
Pegomya hyoscyami este o specie de muște din genul Pegomya, familia Anthomyiidae. A fost descrisă pentru prima dată de Georg Wolfgang Franz Panzer în anul 1809. Conform Catalogue of Life specia Pegomya hyoscyami nu are subspecii cunoscute.